# Tombé pour la France (chanson)
Singles de Étienne Daho
Week-end à Rome
(1984) Épaule Tattoo
(1986)
Tombé pour la France est une chanson d'Étienne Daho, parue en 1985 sur le mini-album homonyme puis la même année en single, puis intégrée l'année suivante sur l'album Pop Satori.
Premier single de Daho à figurer au Top 50, Tombé pour la France se classe durant dix-neuf semaines consécutives de juillet à novembre 1985, dont une à la treizième place, devenant un tube et marquant le début d'une frénésie médiatique intitulée la « dahomania ».
Le clip est réalisé par Jean-Pierre Jeunet,.
On peut entendre dans les toutes premières secondes du morceau un bref extrait du morceau Woolloomooloo de l'album Zoolook de Jean-Michel Jarre.

## Classement
| Classement (1985) | Meilleure place |
| ----------------- | --------------- |
| France (SNEP)     | 13              |